# Оконтуривание месторождений полезных ископаемых
Оконтуривание месторождений полезных ископаемых (от контур) — определение границ (горизонтальных и вертикальных) распространения месторождения полезных ископаемых. Производится на основании определения качества и содержания полезного ископаемого, мощности его тела или слоя. Внешний контур геологического тела полезных ископаемых определяют по нужному содержанию ископаемого в крайней пробе, включаемой в промышленный контур.
Определение формы залегания полезных ископаемых позволяет выделить внутри месторождений участки с различным качеством минерального сырья, и является важнейшей операцией для подсчёта запасов полезных ископаемых.
За границами месторождения (за контуром) могут проводиться мероприятия по экстракции полезных ископаемых (законтуривание).

## Описание
Выявление границ и непрерывности полезных ископаемых (рудных и др.) тел или залежей, прослеживание и оконтуривание месторождений.
При камеральной обработке геологических данных и предварительном подсчёте запасов полезных ископаемых оконтуривание производится по геологическим картам, планам и геологическим разрезам. Оконтуривание сводится к установлению опорных точек контура объекта по естественным обнажениям, горным выработкам, разведочным скважинам и пр. Различают нулевой (перспективный) и промышленный контур месторождений.
По результатам геологоразведки на основе горно-геологических расчётов для месторождения утверждаются параметры оконтуривания месторождений полезных ископаемых. После этого можно проводить подсчёт запасов полезных ископаемых на основании проведённых анализов.
Производится оконтуривание всех тел полезных ископаемых за исключением мелких, которые разведываются при эксплуатации. В процессе эксплуатации месторождения контуры тела полезного ископаемого при необходимости уточняются горно-подготовительными выработками и скважинами эксплуатационной разведки.